# شهر حریره
شهر حریره مربوط به سدهٔ ۵ تا ۱۰ ه‍.ق است و در شمال جزیره کیش واقع شده و این اثر در تاریخ ۱ شهریور ۱۳۷۶ با شمارهٔ ثبت ۱۸۸۶ به‌عنوان یکی از آثار ملی ایران به ثبت رسیده‌است.
شهر باستانی حریره واقع در بخش کیش از توابع شهرستان بندر لنگه و از نقاط دیدنی استان هرمزگان در جنوب ایران است.
در شمال جزیره کیش در کنار مجموعه ورزشی المپیک آثاری و ویرانه‌هایی دیده می‌شود که یادگاری از شهر باستانی، حریره‌است. زمان رونق یا دوران طلایی شهر حریره کیش از قرن چهارم تا اوایل قرن دهم هجری قمری بوده‌است. وسعت این شهر باستانی ۱۲۰ هکتار است. محوطه باستانی حریره، براساس نتایج کاوشهای باستان‌شناسی انجام شده تا امروز، از مجموعه ساحلی و عمارت اعیانی، حمام، مسجد تاریخی، کارگاه شیشه‌گری و قنات‌های قدیمی تشکیل یافته‌است.

## پیشینه
در میانه‌های سده چهارم (۳۵۶ ه. ق) بندر تجاری- اقتصادی سیراف ویران شد و بازرگانان سیرافی با توجه به موقعیت ویژهٔ خود به دنبال مأمنی دیگر توانستند جای پای خود را در جزیره کیش محکم کنند، که این امر منجر به ایجاد شهر حریره شد. شهر باستانی حریره واقع در شمال جزیره کیش که در حال حاضراز جمله نقاط تاریخی و سیاحتی به‌شمار می‌رود، یادگار دوران شکوفایی و رونق اقتصادی و تجاری این جزیره می‌باشد. فضاهای چون مسجدجامع، حمام، خانه اعیانی و تأسیسات آبی نشان از معماری زیبای این شهر دارد، همچنین اشیاء باارزش تاریخی به دست آمده نشان از غنای فرهنگی و شکوفایی جزیره کیش پس از افول بندر تجاری سیراف دارد. شهر حریره در زمان شکوفایی خود یکی از عمده‌ترین نقاط مورد توجه در خلیج فارس بوده‌است.

## چند بخش اصلی شهر
خانه اعیانی شهر حریره
خانه اعیانی شهر حریره یادآور خانه‌های چندخانوار قدیمی در داخل فلات ایران و در شهرهایی چون یزد، اصفهان و کاشان است و این خانه‌ها یکی از نمادها و نمونه‌های قدیمی خانه‌های حاشیه خلیج فارس محسوب می‌شود.
علاوه بر وسعت خانه و همچنین فضاهای مختلف و متنوع آن، کاشی‌های ستاره‌ای شکلی که در این خانه به دست آمده‌است، همانند کاشی‌هایی است که زینت بخش بناهای مهم ایلخانی ایران همچون تخت سلیمان و سلطانیه است.
پیدایی این مقدار کاشی که یقیناً عنصر وارداتی به جزیره است نشان می‌دهد که این عمارت به یکی از ثروتمندان کیش تعلق داشته‌است.
شهر حریره درست در کنار دریا ساخته شده و دارای معماری و فضاهای ناشناخته‌ای است. مجموعه کانال‌های افقی و زیرزمینی و چاه‌های متعدد در گوشه و کنار، مجموعهٔ بسیار جالب و نادری را تشکیل می‌دهد که هنوز عملکرد آن‌ها روشن نیست، اما به نظر می‌رسد که ارتباط مستقیم، با فعالیت‌های صیادی (صید ماهی، مروارید و مرجان) داشته و برای دسترسی آسان‌تر به دریا احداث گردیده‌است.

## اتاق‌هایی با کف شیاردار حریره
یکی از فضاهای جالب توجه مجموعه صنعتی شهر حریره (اتاق با کف شیار دار) است. این اتاق کف کاملاً عجیب و ناشناخته ای داشته به این معنی که با شیب ملایم از شمال به جنوب امتداد می‌یافت و کف آن به صورت در اصطلاح گرده ماهی (اصطلاح بومی) یا بالشتک با ملاتی از نوع ترکیب پودر سنگ‌های مرجانی و آهک و نوعی ساروج شکل گرفته بود.
این ویژگی در هیچ‌یک از محوطه‌ها و تپه‌های باستانی و تاریخی و اسلامی ایران کشف و شناخته شده نیست.

## حمام شهر حریره
شهر حریره شامل حمامی است با صحن‌های متعدد و حصار آن به مساحت تقریبی ۵۰۰ مترمربع می‌رسد. سربینه و گرمخانه و تون حمام در جنوب بخش ذکر شده قرار گرفته و توسط راهرو سرپوشیده‌ای از آن جدا شده‌است. دو خزینه کوچک و بزرگ در جنوب گرمخانه آخرین بخش ساختمان را تشکیل داده‌اند.
باستان شناسان معتقدند این حمام که شاید در نوع خود از قدیمی‌ترین حمام‌های ایرانی باشد که طی کاوش‌های باستان‌شناسی کشف و شناخته شده‌است، و دو دوره متمایز و مجزا از هم دارد (دوره ایلخانی – دوره تیموری) با توجه به ظرفیت محدود حمام و با در نظر گرفتن دیوار بیرونی سراسری که تا مجموعه عمارت اعیانی که در جنوب شرقی حمام و به فراز تپه‌ای بلند قرار گرفته امتداد یافته‌است. به نظر می‌رسد که این بنا حمامی خصوصی بوده و به صاحب مجموعه اعیانی تعلق داشته‌است.
بخش‌های اطرف شهر حریره
- در منتهی‌الیه بخش شمالی این بنا، کنار ساحل صخره ای بلند با فاصله کمی از دریا، پستی و بلندی‌ها گوناگون، بقایای دیوارها، چاه‌ها و کانال‌های آب که به چشم می‌آید نظر بیننده را به سوی خود جلب می‌کند.

در ابتدا تصور می‌شد که این آثار هیچ ارتباطی به هم ندارند و فقط مییشود حدس زد که این آثار قسمتی از شهر قدیم حریره بوده و به نوعی با فعالیت‌های دریایی ارتباط دارند.
- در کناره ساحل شهر حریره و در مجاورت مجموعه صنعتی، شش چاه و یک پلکان سنگی در بیرون مجموعه و چهار چاه در داخل مجموعه که در حین حفاری دیده شد وجود دارد.
- در دهانه خلیجی که در سمت شرق این مجموعه قرار گرفته توده‌های صدف‌ها و گوش ماهی‌های شکار شده را می‌توان دید که نشانهٔ فعالیت‌های صیادی مخصوصاً صید مروارید در گذشته‌است.

## نگاره‌ها

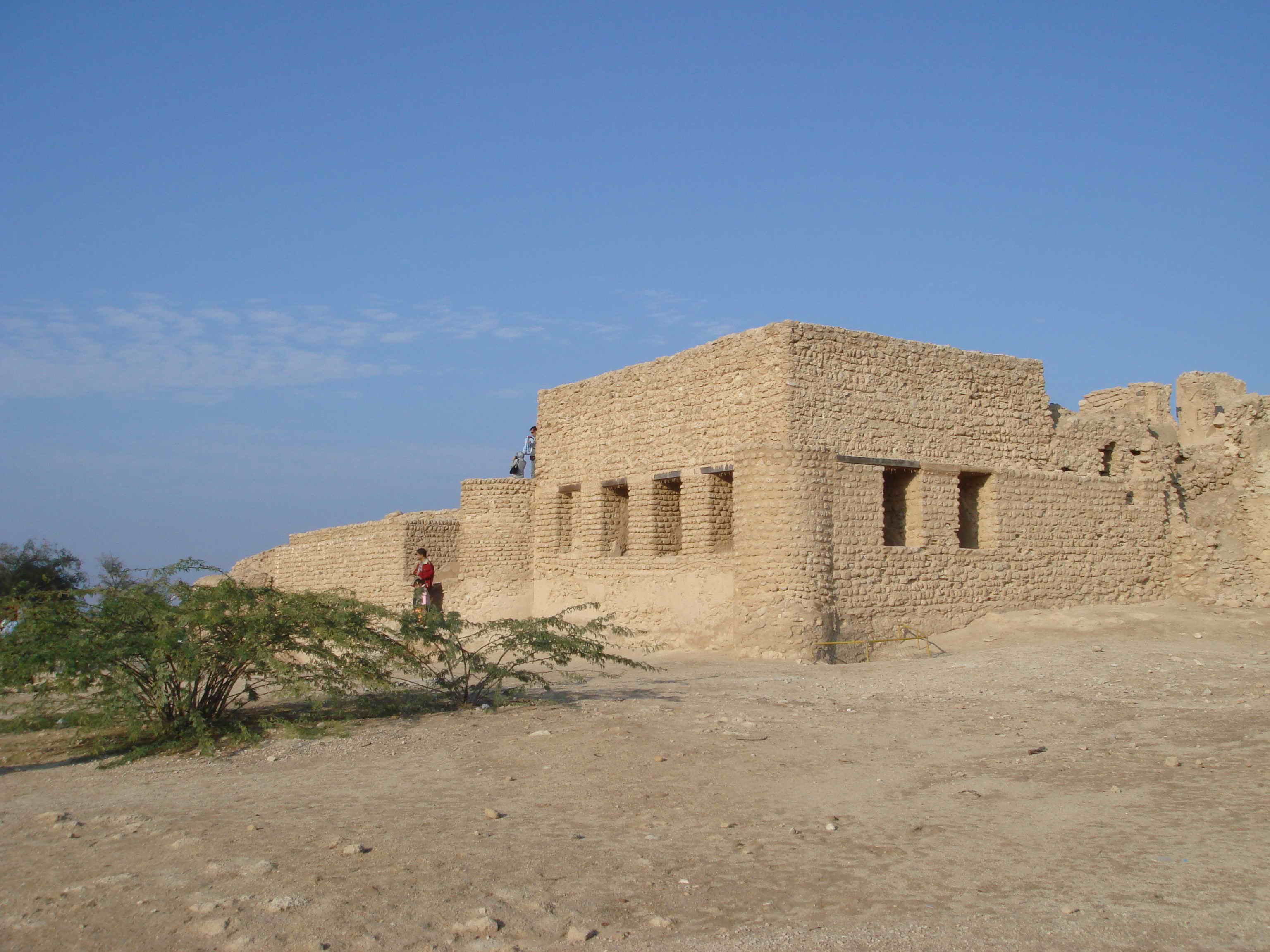
شهر باستانی حریره
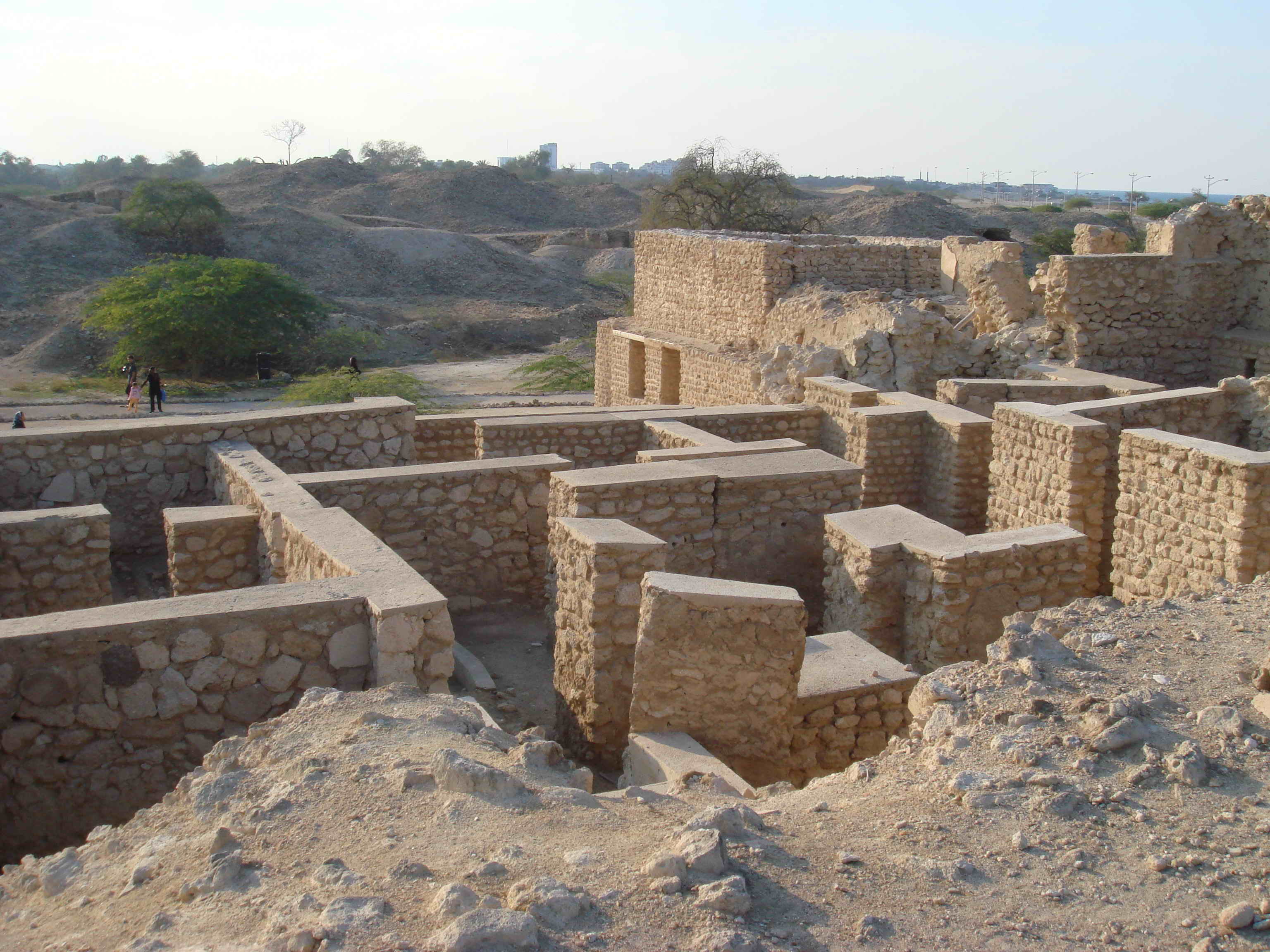
شهر باستانی حریره
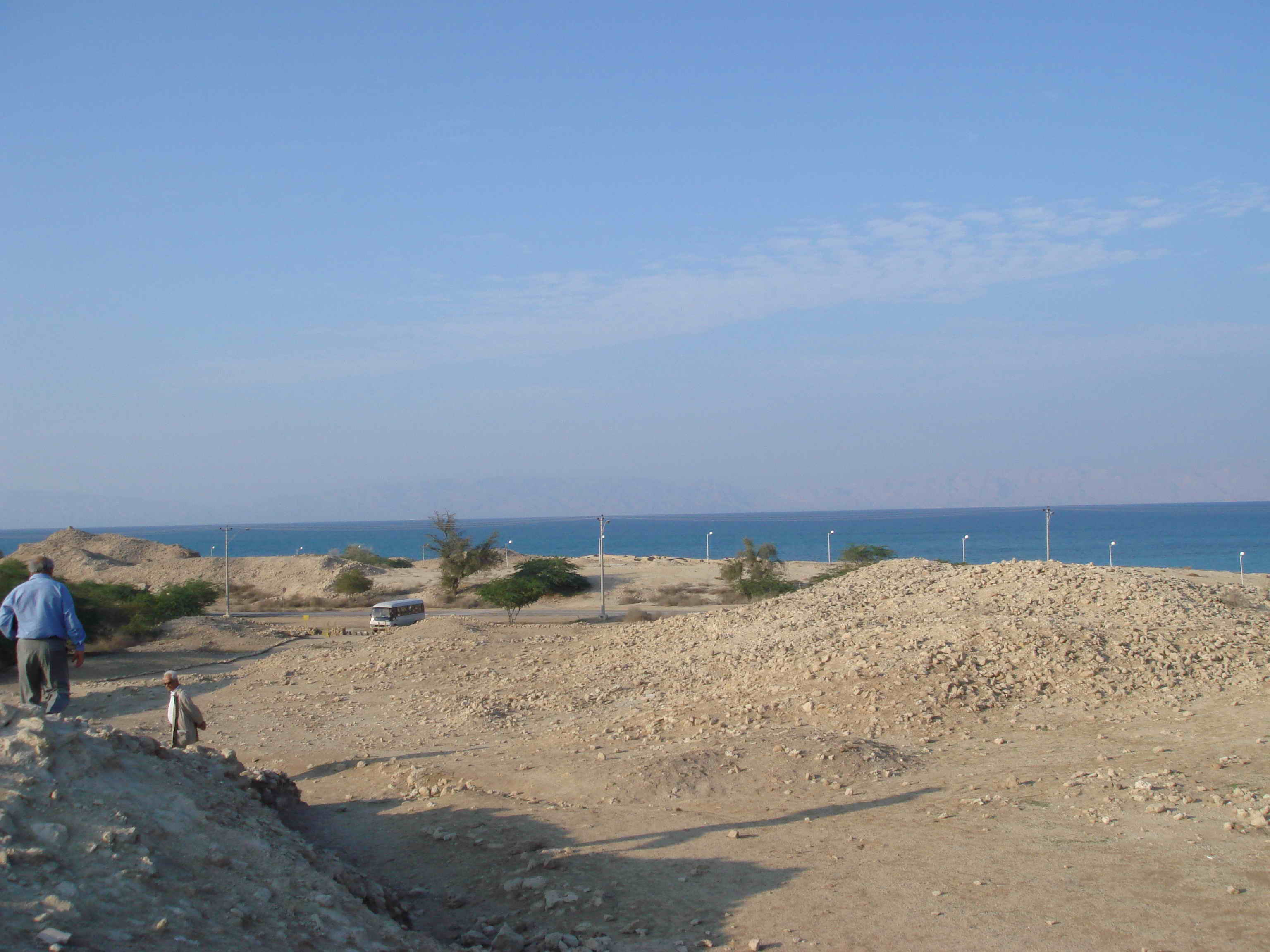
شهر باستانی حریره
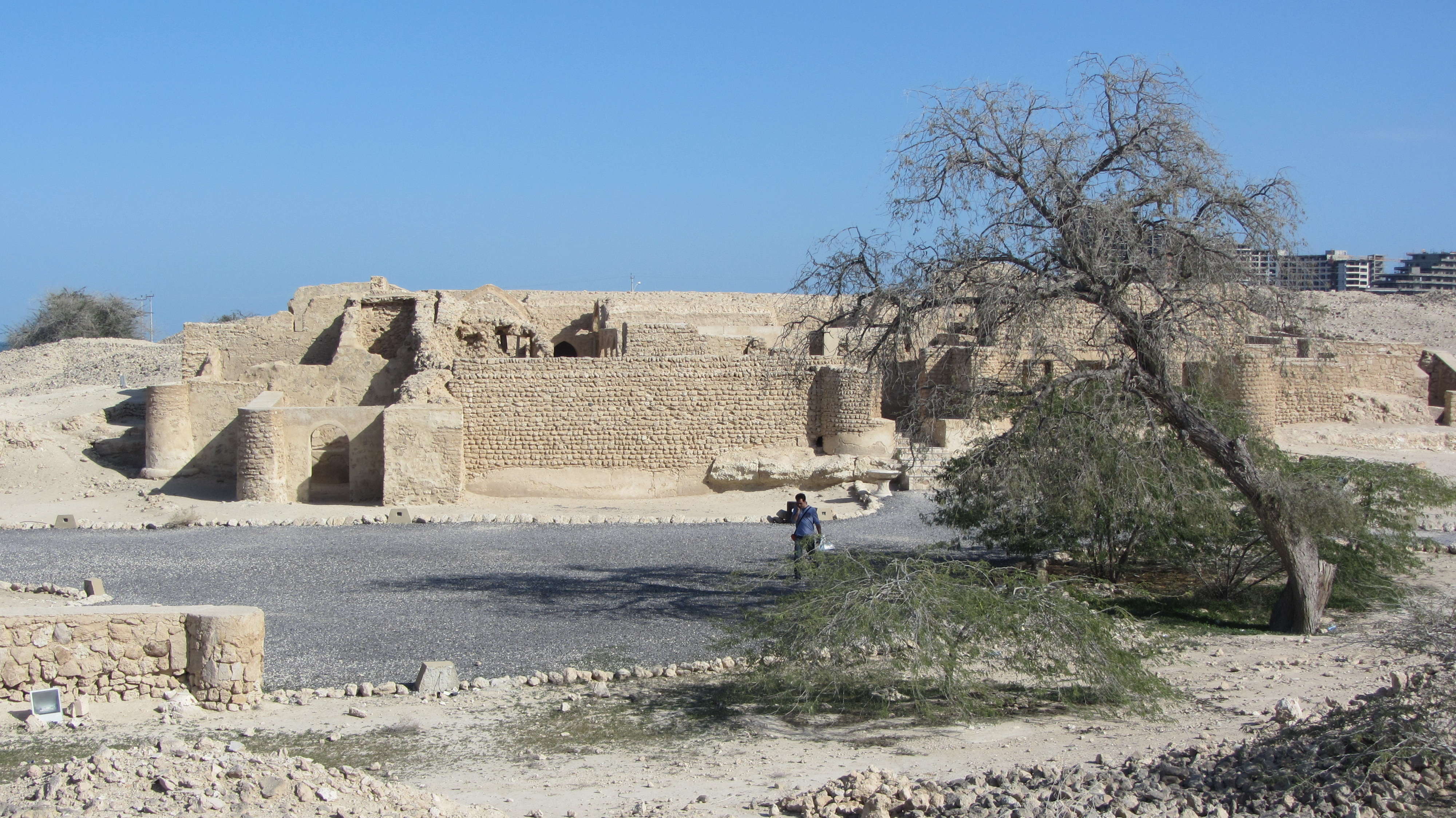
شهر باستانی حریره
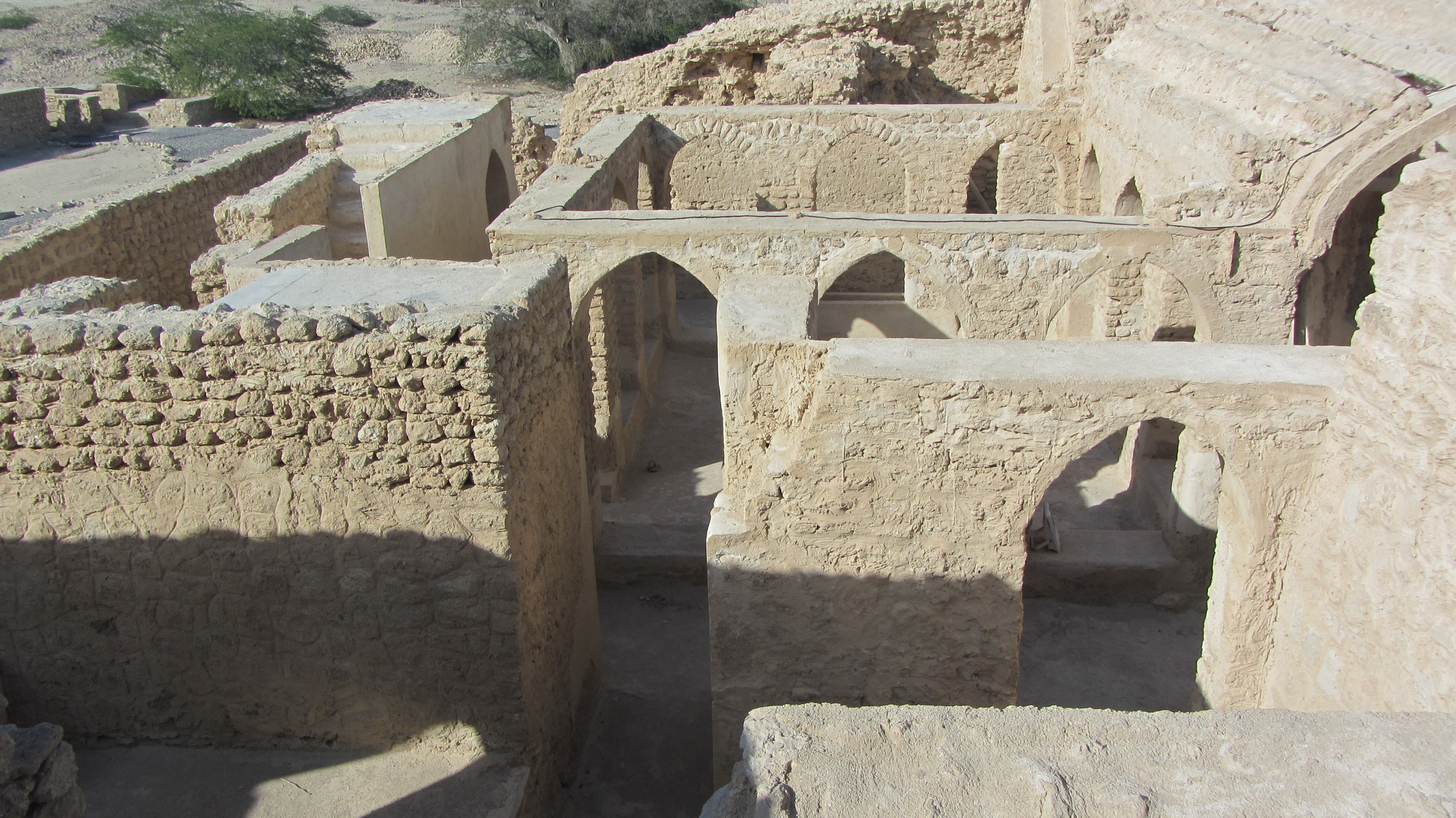
شهر باستانی حریره
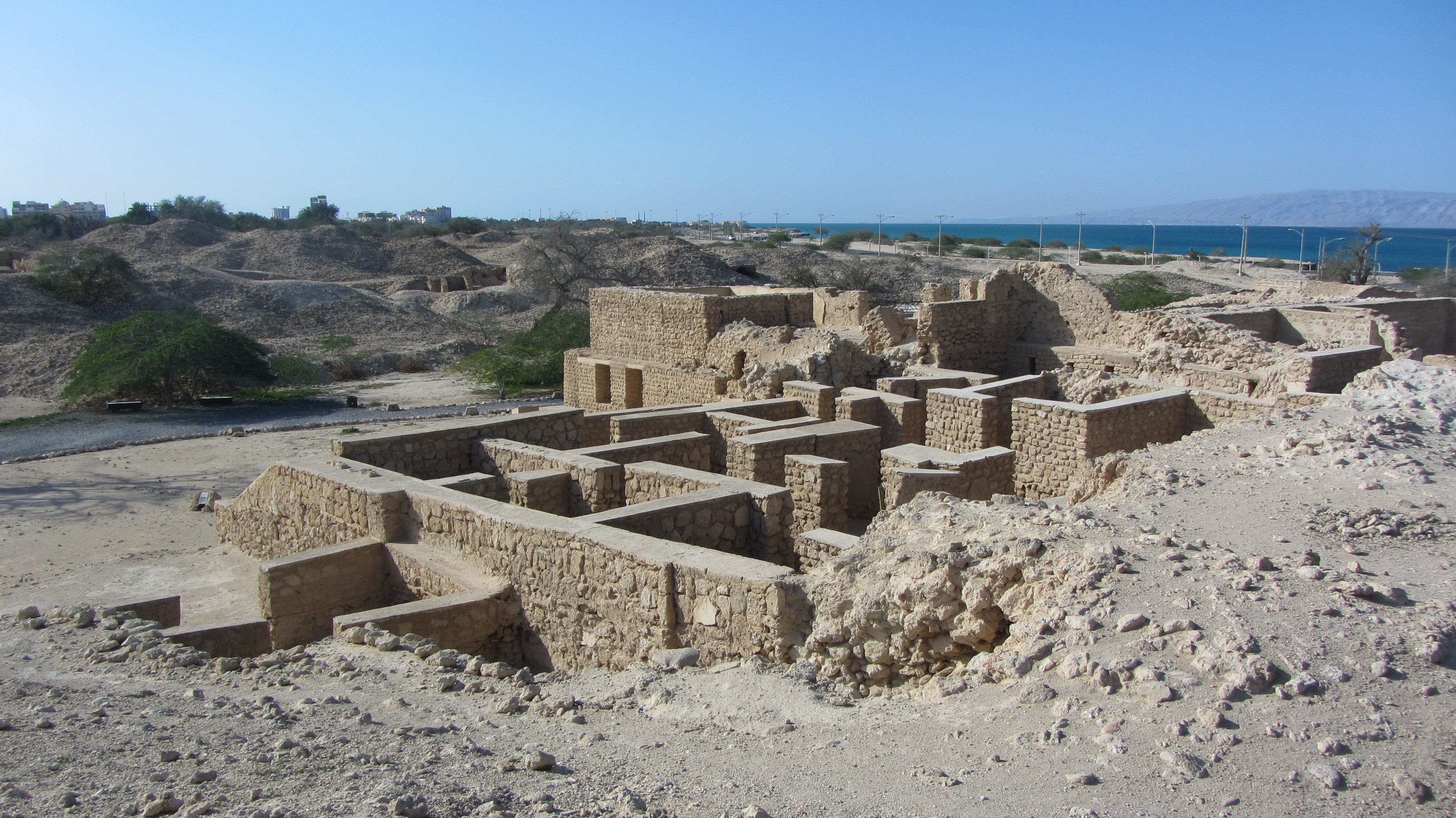
شهر باستانی حریره
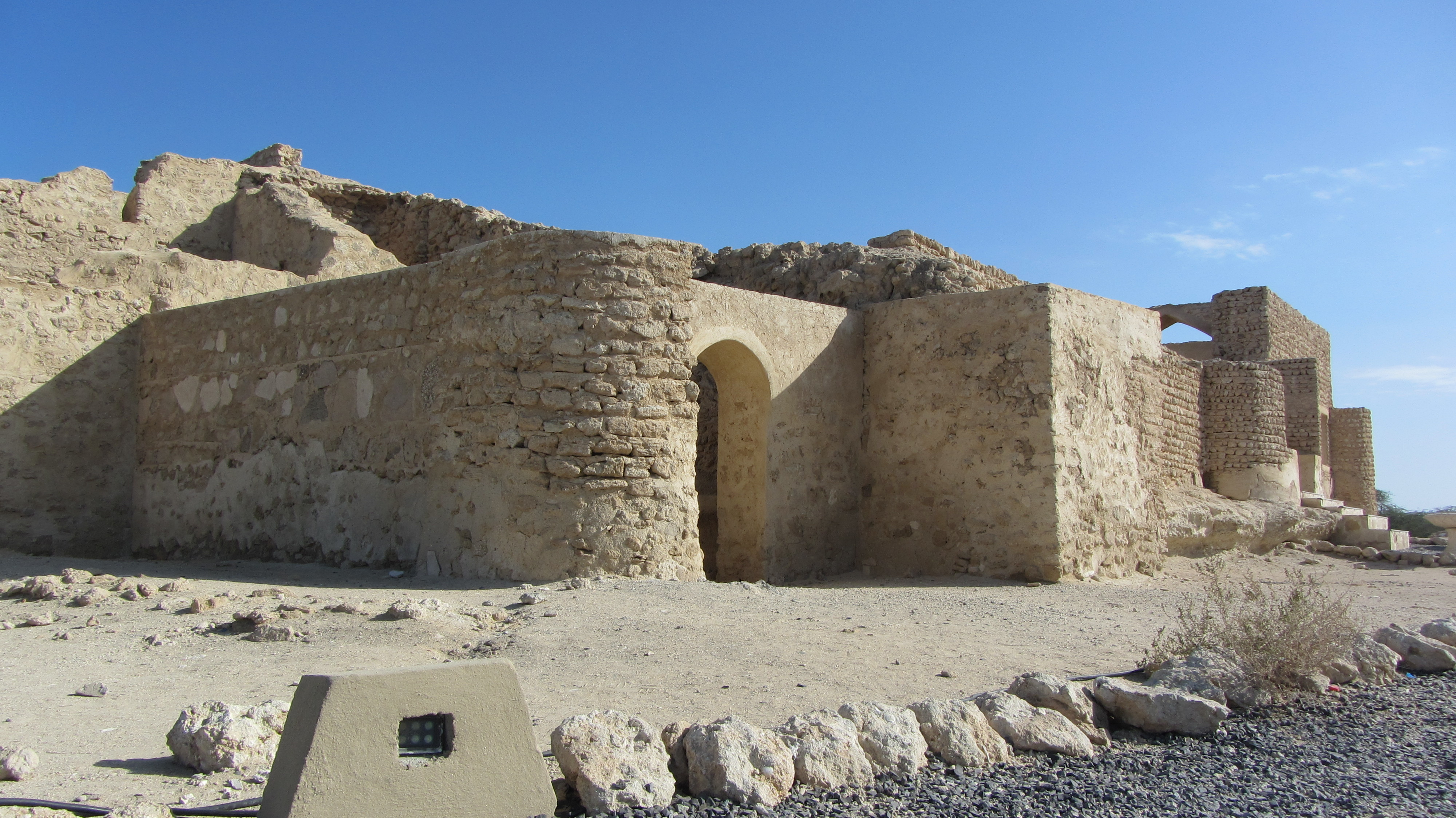
شهر باستانی حریره